# Данилов, Дмитрий Максимович
Дмитрий Максимович Данилов (1935, Едейский наслег, Якутская АССР — неизвестно) — советский спортсмен и тренер по вольной борьбе; Мастер спорта СССР, Заслуженный тренер Якутской АССР.

## Биография
Родился в 1935 году в Едейском наслеге Нюрбинского района Якутской АССР.
Занимался борьбой, был участником II Спартакиады народов РСФСР (Ленинград, 1959) и чемпионата СССР (Таллин, 1961) в весе 73 кг. Бронзовый призёр первенства Центрального совета ДСО «Труд» 1959 года, где выполнил норматив мастера спорта СССР, став 17 февраля 1960 года первым мастером спорта среди якутских борцов. Был чемпионом Якутской АССР в 1959 и 1964 годах. Тренировался у В. Г. Румянцева и у Н. Н. Тарского.
После спортивной карьеры Дмитрий Данилов работал учителем физкультуры, инспектором Министерства просвещения ЯАССР, председателем ДСО «Урожай», в 1977—1979 годах — государственным тренером СССР по Якутии. С 1979 по 1994 годы работал директором Республиканской детско-юношеской спортивной школы при Министерстве просвещения Якутской АССР. Также занимался судейством — был заместителем главного судьи на чемпионате РСФСР 1964 года, проходившем в Якутске.
Дата смерти Д. М. Данилова неизвестна. В Якутске проводится лично-командное первенство республики по вольной борьбе среди юношей.

## Награды
- Отличник народного просвещения РСФСР и Отличник образования СССР.
- Заслуженный работник физической культуры и спорта Республики Саха (Якутия).
- Лауреат спорта Республики Саха (Якутия) XX века.